# Artur Andersson
Karl Artur Andersson, född 10 december 1912 i Värö församling, Halland, död 4 juli 1997 i Varberg, var en svensk politiker (centerpartist) och konstglassamlare.
Andersson kom att ta över släktens gård vid 17 års ålder och drev jordbruket tillsammans med sin bror, varefter han mellan 1937 och 1971 var kamrer vid Jordbrukarnas Sparkassa (Föreningsbanken). Andersson var aktiv inom Jordbrukare-Ungdomens Förbund och i Centerpartiet. År 1948 valdes han in i kommunalfullmäktige i Värö landskommun. Han var kommunalnämndens ordförande i Värö 1950–1970.
Genom sina uppdrag som politiker och i olika styrelser och föreningar fick Artur Andersson många gåvor, ibland i form av konstglas, inte minst från Södra Skogsägarna med huvudkontor nära Glasriket i Småland. Detta väckte ett intresse för konstglas hos Andersson, som började köpa in objekt från svenska glasbruk som Orrefors och Kosta. Från 1988 deponerades Anderssons glassamling på Länsmuseet Varberg. Fram till 1991 köptes fler föremål in i samråd med länsmuseichefen Bengt-Arne Person. Vid sin död 1997 testamenterade Artur Andersson sin glassamling till länsmuseet. Större delen av museets samling konstglas härstammar från Anderssons samling. Han är begravd på Värö kyrkogård.